# Sehnenscheidenfibrom
Das Sehnenscheidenfibrom (tenosynoviales Fibrom) ist eine knötchenförmige gutartige Neubildung, die häufig einer Sehne oder Sehnenscheide anhaftet oder zumindest in deren Nähe entsteht. Typischerweise betroffen sind insbesondere die Finger, vor allem Daumen, Zeige- und Mittelfinger. Selten wurde der Tumor innerhalb von Gelenken (Knie, Ellenbogen, Handgelenk) beschrieben.

## Epidemiologie
Das Sehnenscheidenfibrom wird meist im Alter zwischen 20 und 50 Jahren beobachtet, wobei der Altersgipfel in der 4. Lebensdekade liegt. Männer sind geringfügig häufiger betroffen als Frauen (3 : 2).

## Klinik
Klinisch handelt es sich um eine meist kleine schmerzlose Tumorbildung mit langsamem Wachstum. Eine Kompression von Nerven, ein Karpaltunnelsyndrom und Schmerzen können jedoch auftreten.

## Pathologie

### Makroskopie
Makroskopisch handelt es sich um einen scharf abgegrenzten, gelappten oder mehrknotigen Tumor mit einer Größe von gewöhnlich unter 2 cm und fast immer unter 3 cm. Die Schnittfläche ist homogen weißlich und solide.

### Histologie

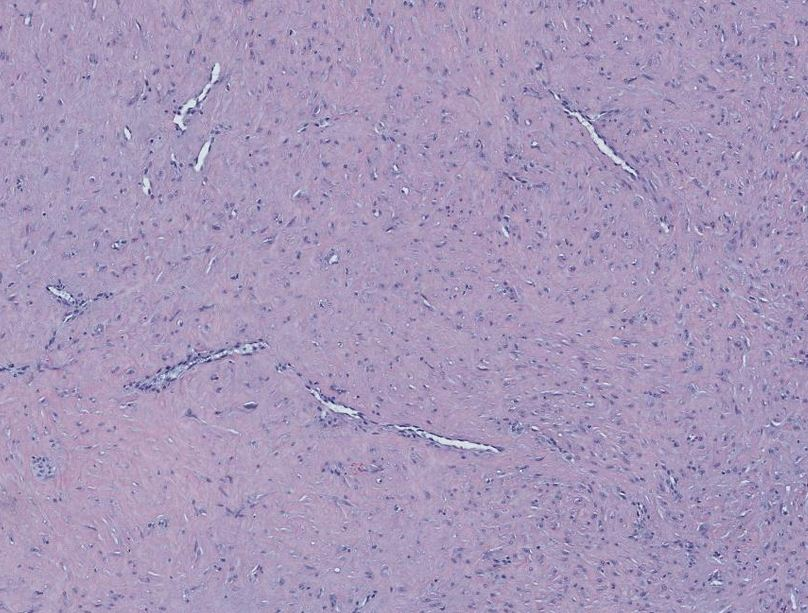
Feingewebliches Bild eines Sehnenscheidenfibroms: Zellarmes Tumorgewebe aus blanden Fibroblasten und Myofibroblasten innerhalb eines kollagenfaserreichen Stromas mit charakteristischen schlitzförmigen, elongierten Gefäßräumen.

Histologisch zeigen sich gut umschriebene Knötchen, die häufig von tiefen, schmalen Gewebespalten getrennt werden. Das Tumorgewebe ist meist zellarm und besteht aus spindeligen Fibroblasten bzw. Myofibroblasten in einem kollagenfaserreichen Stroma. Charakteristisch sind verstreut vorliegende elongierte, schlitzförmige Gefäßräume. Abschnittsweise ist eine höhere Zelldichte möglich, insbesondere im Randbereich der Läsion – das Bild kann hierbei dem einer nodulären Fasziitis ähnlich sein. Üblicherweise finden sich keine signifikanten Zellatypien oder Mitosen.
Weniger häufige Merkmale sind das Auftreten sternförmiger Zellen, pleomorpher bizarrer Zellen, eine myxoide Umwandlung, Zystenbildung, dichte Hyalinisierungen und eine chondroide oder ossäre Metaplasie.

### Immunhistochemie
Häufig zeigt ein Teil der Zellelemente eine Expression vom glattmuskulären Aktin. Daneben sind die Tumorzellen Vimentin-positiv. In wenigen Fällen wurde eine CD34-Positivität berichtet. Die Makrophagenantigene  CD68 und CD163 können fokal exprimiert werden. Die Marker Desmin, S100 und Beta-Catenin sind negativ.

## Differenzialdiagnose
Das Sehnenscheidenfibrom muss klinisch und feingeweblich von gutartigen Läsionen wie dem tenosynovialen Riesenzelltumor, der Einschlusskörperchenfibromatose, der nodulären Fasziitis, dem desmoplastischen Fibroblastom, der Palmar- und Plantarfibromatose und dem benignen fibrösen Histiozytom unterschieden werden.

## Prognose
Nach chirurgischer Entfernung des Befundes rezidivieren bis zu einem Viertel der Tumoren, bisweilen wiederholt. Dies kann dadurch begründet sein, dass die Entfernung aufgrund des Anhaftens von Tumorgewebe an Sehnenstrukturen schwierig sein kann. Rezidive sind jedoch durch einen erneuten Eingriff in der Regel zu kontrollieren. Eine Metastasenbildung kommt nicht vor.